# Liste de films français sortis en 1996
Listes de films français
- 1992
- 1993
- 1994
- 1995
- 1996
- 1997
- 1998
- 1999
- 2000

Liste non exhaustive de films français sortis en 1996

## 1996
| Titre                                         | Réalisateur        | Distribution                                                                     | Genre                    |
| --------------------------------------------- | ------------------ | -------------------------------------------------------------------------------- | ------------------------ |
| Un air de famille                             | Cédric Klapisch    | Jean-Pierre Bacri, Agnès Jaoui                                                   | Comédie familiale        |
| Anna Oz                                       | Éric Rochant       | Charlotte Gainsbourg, Gérard Lanvin                                              | Thriller                 |
| La Belle Verte                                | Coline Serreau     | Coline Serreau, Vincent Lindon, James Thierrée                                   | Comédie                  |
| Bernie                                        | Albert Dupontel    | Albert Dupontel, Claude Perron, Roland Blanche, Hélène Vincent                   | Comédie                  |
| Capitaine Conan                               | Bertrand Tavernier | Philippe Torreton, Samuel Le Bihan, Bernard Le Coq                               | Drame                    |
| Chacun cherche son chat                       | Cédric Klapisch    | Garance Clavel, Zinedine Soualem, Renée Le Calm                                  | Comédie sentimentale     |
| Comment je me suis disputé… (ma vie sexuelle) | Arnaud Desplechin  | Mathieu Amalric, Emmanuelle Devos                                                | Comédie dramatique       |
| Conte d'été                                   | Éric Rohmer        | Melvil Poupaud, Amanda Langlet, Gwenaëlle Simon                                  | Comédie dramatique       |
| Enfants de salaud                             | Tonie Marshall     | Jean Yanne, Anémone, Nathalie Baye, François Cluzet                              | Comédie dramatique       |
| Le Fils de Gascogne                           | Pascal Aubier      | Grégoire Colin, Dinara Droukarova, Jean-Claude Dreyfus                           | Comédie dramatique       |
| For Ever Mozart                               | Jean-Luc Godard    | Madeleine Assas, Ghalia Lacroix                                                  | Comédie dramatique       |
| Les Grands Ducs                               | Patrice Leconte    | Jean-Pierre Marielle, Philippe Noiret, Jean Rochefort                            | Comédie                  |
| Le Huitième Jour                              | Jaco Van Dormael   | Daniel Auteuil, Pascal Duquenne                                                  | Comédie dramatique       |
| Le Jaguar                                     | Francis Veber      | Patrick Bruel, Jean Reno                                                         | Comédie, Film d'aventure |
| Level Five                                    | Chris Marker       | Catherine Belkhodja                                                              | Documentaire-fiction     |
| Microcosmos : Le Peuple de l'herbe            | Claude Nuridsany   | -                                                                                | Documentaire animalier   |
| Mon homme                                     | Bertrand Blier     | Anouk Grinberg, Gérard Lanvin, Valeria Bruni Tedeschi                            |                          |
| Parfait Amour !                               | Catherine Breillat | Isabelle Renauld, Francis Renaud                                                 | Drame                    |
| Pédale douce                                  | Gabriel Aghion     | Patrick Timsit, Fanny Ardant, Richard Berry                                      | Comédie                  |
| Ponette                                       | Jacques Doillon    | Victoire Thivisol                                                                | Drame psychologique      |
| Ridicule                                      | Patrice Leconte    | Charles Berling, Jean Rochefort, Fanny Ardant Judith Godrèche, Bernard Giraudeau | Comédie dramatique       |
| Tykho Moon                                    | Enki Bilal         | Michel Piccoli, Jean-Louis Trintignant, Richard Bohringer                        | Science-Fiction          |
| Un héros très discret                         | Jacques Audiard    | Mathieu Kassovitz, Albert Dupontel, Anouk Grinberg                               | Drame                    |
| Les Voleurs                                   | André Téchiné      | Catherine Deneuve, Daniel Auteuil, Didier Bezace                                 | Drame, Thriller          |
| Y aura-t-il de la neige à Noël ?              | Sandrine Veysset   | Dominique Reymond, Daniel Duval                                                  | Drame                    |